# Лукашовка (Ладыжинский городской совет)
Лукашо́вка (укр. Лукашівка) — село на Украине, подчинённое Ладыжинскому городскому совету Винницкой области. До 2001 года входило в состав Тростянецкого района.
В селе имеются два продовольственных магазина, отделение почты, медпункт, школа.

## География
Село стоит на правом берегу реки Сильница. На реке создан ставок. Кроме того в селе протекают еще два ручья, которые впадают в Сильницу.
Код КОАТУУ — 0510690002. Население по переписи 2001 года составляет 876 человек. Почтовый индекс — 24325. Телефонный код — 4343.
Занимает площадь 1,65 км².

## Адрес местного совета
24321, Винницкая область, г. Ладыжин, ул. П. Кравчика, 4